# Stacy Coley
Stacy Coley (Pompano Beach, 13 maggio 1994) è un ex giocatore di football americano statunitense che ha giocato nel ruolo di wide receiver. Scelto nel corso del settimo giro (217º assoluto) del Draft NFL 2017 dai Vikings, in precedenza aveva giocato a football per gli Hurricanes dell'Università di Miami.

## Biografia

### Minnesota Vikings
Dopo aver frequentato per quattro l'Università di Miami, chiudendo la sua carriera collegiale col secondo miglior risultato ateneo di sempre in termini di passaggi ricevuti, Coley venne selezionato il 29 aprile 2017 dai Minnesota Vikings come 217º assoluto, nell'ambito del settimo giro del Draft NFL 2017, e firmò il suo primo contratto da professionista, un quadriennale da 2,49 milioni di dollari, il 30 maggio 2017.